# PAK2
PAK 2 ist ein Enzym, das vom Gen PAK2 kodiert wird und zu den Serin/Threonin-Proteinkinasen gehört. Es spielt eine wichtige Rolle bei verschiedenen Signaltransduktionswegen unter anderem die Regulation des Zytoskeletts, die Zellmotilität, Steuerung des Zellzyklus, der Apoptose und der Zellproliferation. Aktiviert wird das Enzym durch die Bindung von aktivem CDC42 und RAC1, was eine Änderung der Konformation des Proteins und anschließende Auto-Phosphorylierung von Serin und/oder Threonin-Aminosäuren des Proteins zur Folge hat.
Die p21-aktivierte Kinase 2 gehört zur Familie der p21-aktivierten Kinasen, die man in zwei Unterfamilien einteilen kann: Die erste Gruppe besteht aus den Enzymen PAK1, PAK2 und PAK3, die sich alle dadurch auszeichnen, dass sie durch Binden an aktivierte CDC42 und RAC1 aktiviert werden, während die zweite Gruppe um PAK4, PAK6 und PAK5 von CDC42 und RAC1 unabhängig ist.